# Pando (Band)
pando ist ein Dark-Ambient-Projekt aus Massachusetts.

## Geschichte
Das von Adam Bryant und Matt Gagne gegründete Projekt gibt nur wenig Informationen zum Projekt selbst preis. Gründungsdatum, Instrumente und ähnliche Angaben werden kaum publik gemacht.
Das Duo debütierte im Februar 2016 mit dem Album negligible senescence das im Selbstverlag via Bandcamp als Download erschien. Das im April 2017 erschienene Stück brick entstand im Rahmen des Kooperationsprojektes Fencepost Reclamation Project, das als endloses Remix-Projekt 2002 initiiert wurde. Nach weiteren Veröffentlichungen auf der Download-Plattform kooperierte das Projekt für die Veröffentlichung des sechsten Albums hiraeth im März 2018 mit dem britischen Label Aesthetic Death Records. Diese Veröffentlichung bescherte dem Projekt erhöhte Aufmerksamkeit und international positive Rezensionen. Seit dem Jahr 2019 unterhält Bryant mit Cave Dweller ein Neofolk-Nebenprojekt.

## Stil
Die von pando gespielte Musik wird als Mischung aus Dark Ambient, Black Metal, Experimental und Noise, die „die Atmosphäre eines Horrorfilm-Soundtracks“ erzeuge, beschrieben. Konzeptionell arrangiert das Duo „Feldaufnahmen, Sprachnachrichten und manipulierte Klänge aus ihrem Leben sowie Gespräche mit Familie und Freunden.“ Die so gesetzte Basis der Musik wird mit „Fotos, Kunstwerken, Gedichten und Zitaten aus aller Welt“ ergänzend zu einem Gesamtkunstwerk gestaltet.
Die Musik arrangiere programmierte Rhythmen und Instrumente wie Akustikgitarre, Bassgitarre oder Mundharmonika in Klangflächen die mit Samples und Synthesizern erzeugt werden. Der sporadische meist gesprochene Gesang wird als gutturales Growling oder als Klargesang dargeboten. Hinzukommend werden wiederholt Gastmusiker eingebunden, die weitere Elemente zum Klang beisteuern.

## Diskografie
- 2016: negligible senescence (Download-Album, Selbstverlag/2019: CD, Aesthetic Death)
- 2016: unobtainium (Download-Album, Selbstverlag)
- 2017: (in)human(e) (Download-Album, Selbstverlag)
- 2017: brick (Download-Album, Selbstverlag)
- 2017: pando < 1 (Download-Album, Selbstverlag)
- 2018: hiraeth (Album, Aesthetic Death)
- 2018: the pouch (Download-EP, Selbstverlag)
- 2021: Rites (Album, Aesthetic Death)